# Achham (distrito)
Achham (em nepalês अछाम) é um distrito da zona de Seti, no Nepal. Tem como sede a cidade de Mangalsen. Tem uma população de 250 mil habitantes.